# Alopecodon priscus
Alopecodon priscus és una espècie extinta de sinàpsid de la família dels escilacosàurids que visqué al sud d'Àfrica durant el Capitanià (Permià mitjà). Se n'han trobat restes fòssils a la província sud-africana del Cap Occidental. Es tracta de l'única espècie reconeguda del gènere Alopecodon. La seva localitat tipus és Seekoeigat, situat al poble de Prince Albert. El nom genèric Alopecodon significa ‘dent de guineu’, mentre que el nom específic priscus significa ‘antic’.